# Stuart Stickney
Stuart Grosvenor „Stu“ Stickney (* 9. März 1877 in St. Louis, Missouri; † 24. September 1932 ebenda) war ein US-amerikanischer Golfer.

## Biografie
Stuart Stickney spielte Golf beim St. Louis Country Club. Bei den Olympischen Spielen 1904 in St. Louis konnte er mit der Trans Mississippi Golf Association, der auch sein Bruder William angehörte, im Mannschaftswettkampf die Silbermedaille gewinnen. Im Einzel hingegen schied er im Achtelfinale gegen den späteren Olympiasieger George Lyon aus. 1912 gewann Stuart Stickney das Missouri Amateur und 1913 das Trans Mississippi Amateur.
Die beiden Brüder arbeiteten gemeinsam als Börsenmakler in St. Louis.